# Alain Convard
Alain Convard (* 16. Januar 1947 in Belleville-sur-Meuse; † 6. August 1974 in Houdemont) war ein französischer Bogenschütze.
Convard nahm an den Olympischen Spielen 1972 in München teil und beendete den Wettkampf im Bogenschießen auf Rang 44.
In Nancy wurde eine Sportstätte nach Convard benannt.